# Tanyproctus nabataeus
Tanyproctus nabataeus är en skalbaggsart som beskrevs av Rudolph Petrovitz 1973. Tanyproctus nabataeus ingår i släktet Tanyproctus och familjen Melolonthidae. Inga underarter finns listade i Catalogue of Life.